# 馮維
馮維（1419年—1478年），字文綱，湖廣常德府武陵縣人，□籍，治《書經》，年二十七歲中式正統十年乙丑科第二甲第十二名進士。正月十五日生，行五，曾祖馮子壽；祖馮友直；父馮贄；母陳氏。具慶下，妻陳氏，伯馮貴（交阯左布政使），兄綸；紀；紳；綱，弟繪；繕。由□□□中式湖廣鄉試第二十九名舉人，會試中式第七十五名。